# باول وينفيلد
باول وينفيلد (بالإنجليزية: Paul Winfield)‏ (و. 1939 – 2004 م) هو ممثل مسرحي، وممثل أفلام، وممثل تلفزي، ومؤدي أصوات أمريكي، ولد في لوس أنجلوس، توفي في لوس أنجلوس، عن عمر يناهز 65 عاماً، بسبب نوبة قلبية.

## التعليم
تعلم في جامعة بورتلاند، وجامعة كاليفورنيا، لوس أنجلوس، وجامعة ستانفورد، وكلية لوس أنجلوس سيتي ‏.

## جوائز وترشيحات
حصل على جوائز منها:
جوائز
- جائزة إيمي

ترشيحات
- جائزة الأوسكار لأفضل ممثل (1972)

ترشح لـ:
- جائزة الأوسكار لأفضل ممثل، عن عمل: ساوندر [الإنجليزية]‏ (1972).

## وصلات خارجية
- باول وينفيلد على موقع IMDb (الإنجليزية)
- باول وينفيلد على موقع الموسوعة البريطانية (الإنجليزية)
- باول وينفيلد على موقع ألو سيني (الفرنسية)
- باول وينفيلد على موقع ميوزك برينز (الإنجليزية)
- باول وينفيلد على موقع تيرنر كلاسيك موفيز (الإنجليزية)
- باول وينفيلد على موقع أول موفي (الإنجليزية)
- باول وينفيلد على موقع قاعدة بيانات برودواي على الإنترنت (الإنجليزية)
- باول وينفيلد على موقع قاعدة بيانات الأفلام السويدية (السويدية)
- باول وينفيلد على موقع إن إن دي بي (الإنجليزية)
- باول وينفيلد على موقع ديسكوغز (الإنجليزية)